# بانشيتا

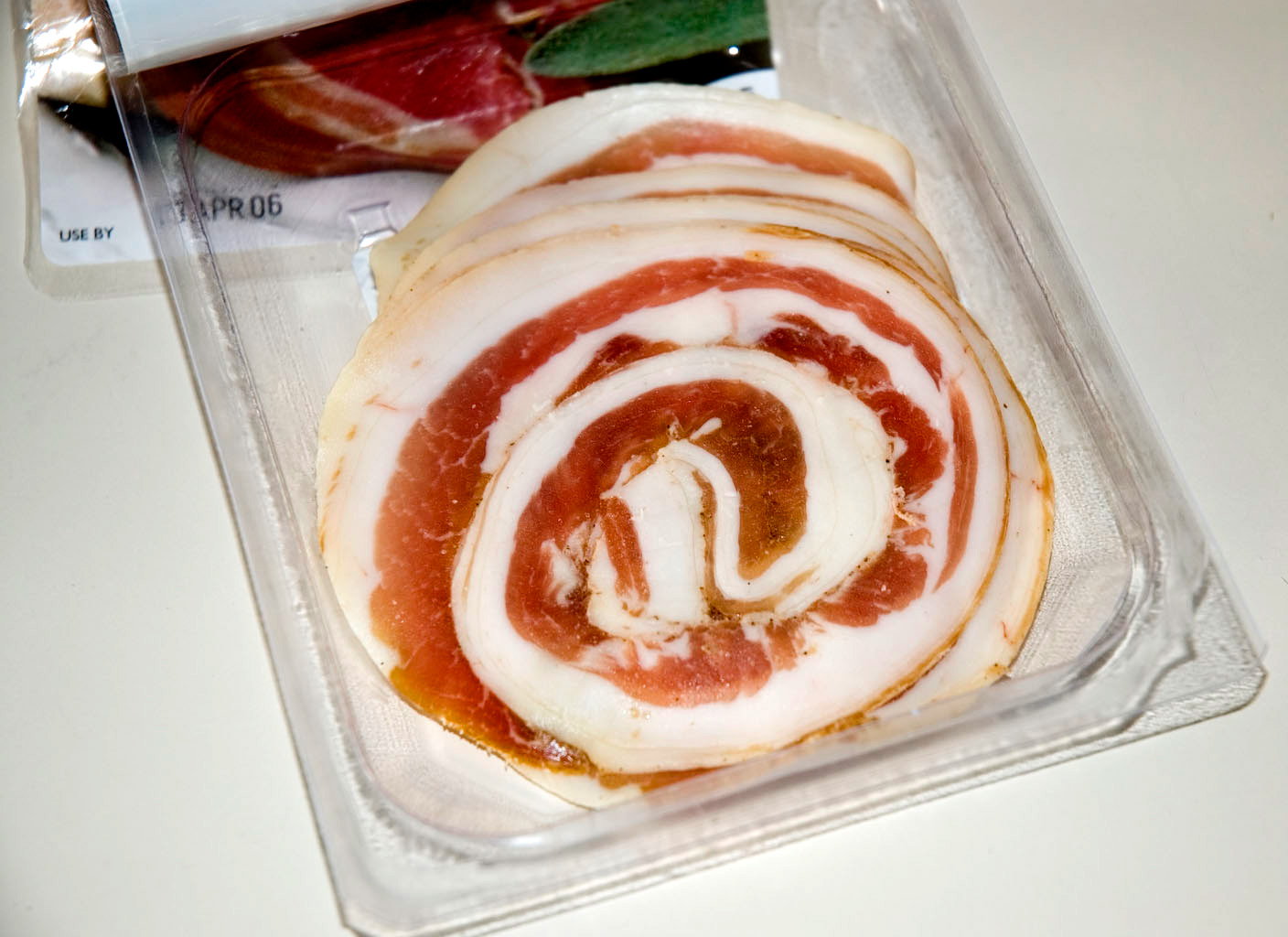
بانشيتا مبرومة

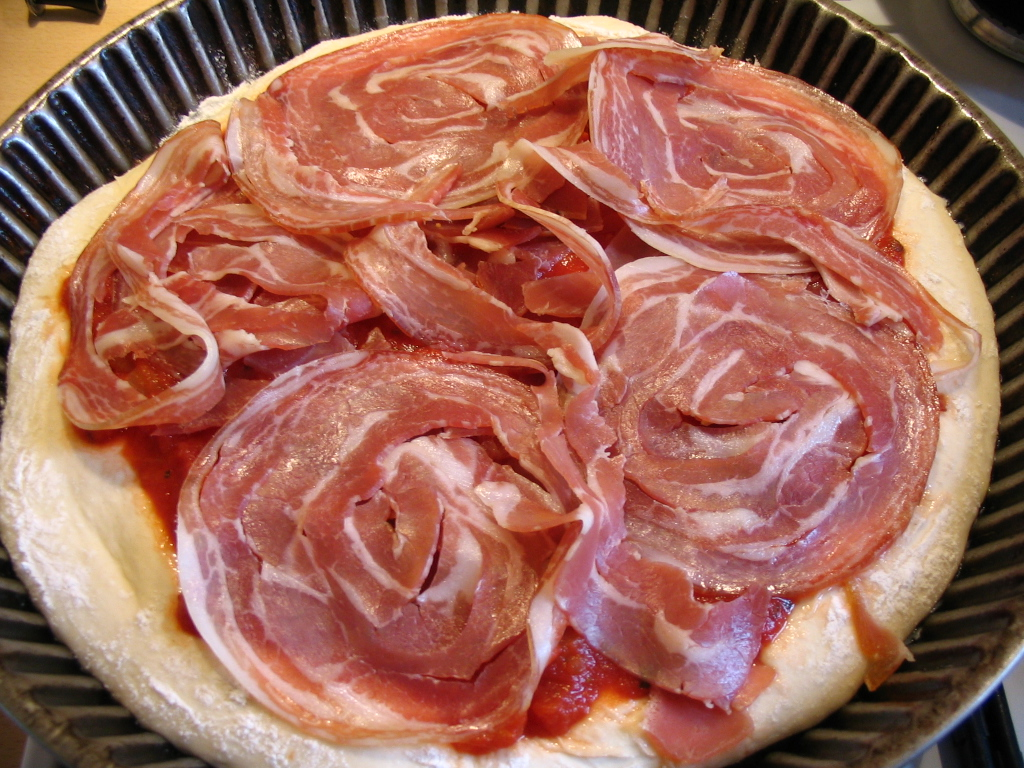
بيتزا بشرائح بانشيتا مبرومة مع كابيكولا

بانشيتا (بالإيطالية: Pancetta)‏ هو عبارة عن بيكون إيطالي يحضر من لحم بطن الخنزير المجفف ويُضاف إليه الفلفل الأسود وغيرها من التوابل في بعض الأحيان. عادةً ما يتم تناول البنانشيتا في إيطاليا نيئاً دون طهي.

## الاستخدامات
غالباً ما يُقطّع عند الطهي إلى مكعبات (بالإيطالية: cubetti di pancetta).  ومن الشائع في إيطاليا تقديمها على شكل شرائح لانشون رقيقة وتُأكل نيئة. كما يمكن إضافتها على معكرونة كاربونارا  (ولكن عموماً يعد غوانشاله المكون الأكثر تقليدية).

## الأنواع
النوعان الأساسيان للبانشيتا هما البانشيتا المبرومة والبانشيتا المسطحة. يتم تقطيع البانشيتا المبرومة المملحة بصورة رئيسية إلى شرائح رقيقة وتُأكل نيئة كأنتيباستو أو ببساطة تُستخدم كأحد مكونات الشطائر (السندويتشات)، أما البانشيتا المسطحة فغالباً ما تُستخدم مفرومةً كمكون في كثير من الوصفات أو تُقطّع إلى شرائح ثخينة عادة ما تُأكل مشوية. كما يمكن أن تضاف الكابيكولا إللى قلب اللفافة في البانشيتا المبرومة.
تنتشر البانشيتا المبرومة في مناطق شمال إيطاليا، أما المسطحة فتنتشر في جنوب إيطاليا.